# Молдова на «Евровидении-2005»
Выступление Молдовы на конкурсе песни Евровидение 2005, который прошёл в столице Украины в городе Киев, стал первым конкурсом на Евровидении для Молдовы. Страну представила группа Zdob si Zdub с песней «Bunica Bate Doba».
От Молдовы объявляла результаты учредитель ТВ Молдова — Елена Камерзан.

## Национальный отбор
Национальный отбор был проведён 26 февраля 2005 года в национальном дворце в Кишинёве. Ведущими были Аурелия Василикэ и Валериу Мырза. Победитель определялся телеголосованием (50 %) и экспертным жюри (50 %). Zdob şi Zdub выиграл телеголосование, в то время как группа «Millennium» стала фаворитом экспертного жюри. Zdob şi Zdub в итоге стал победителем с песней «Bunica Bate Doba». Песня написана Романом Ягуповым на музыку Михая Гынку.
| №  | Песня                    | Исполнитель     | Место |
| -- | ------------------------ | --------------- | ----- |
| 1  | Evolution                | Johnny Alici    | 12    |
| 2  | One more time            | Nelly Ciobanu   | 2     |
| 3  | Mǎ cheamǎ dragostea      | Nona Marian     | 10    |
| 4  | La iubire nu voi renunţa | Iana Ştefan     | 12    |
| 5  | Yellow roses             | Lou             | 7     |
| 6  | Pentru tine              | Cezara          | 12    |
| 7  | Tablou pe sticlǎ         | Millennium      | 3     |
| 8  | O mie cinci sute         | Alternosfera    | 11    |
| 9  | Boonika bate doba        | Zdob şi Zdub    | 1     |
| 10 | Lacrimi şi durere        | Adrian Ursu     | 4     |
| 11 | I’m begging you          | In Quadro       | 5     |
| 12 | Ploaia ta                | Edict           | 12    |
| 13 | O stea                   | Sergiu Cuzencov | 6     |
| 14 | Am sǎ vin                | Gindul Mitei    | 8     |
| 15 | Un sǎrut                 | Alexa           | 9     |